# 이고리 셰스툐르킨
이고리 올레고비치 셰스툐르킨(러시아어: И́горь Оле́гович Шестёркин, 1995년 12월 30일~)은 러시아의 아이스하키 선수로 포지션은 골텐더이다. 현재 내셔널 하키 리그(NHL)의 뉴욕 레인저스 소속으로 뛰고 있다. 2022년 시즌에 리그 최고 골텐더상인 베지나 트로피를 수상했다.
국제 대회에 러시아 대표팀의 일원으로 참가했으며 2018년 동계 올림픽에서 금메달을 획득했고 세계 선수권 대회에서 동메달 2개를 획득했다.